# Psecas barbaricus
Psecas barbaricus là một loài nhện trong họ Salticidae.
Loài này thuộc chi Psecas. Psecas barbaricus được Elizabeth Maria Gifford Peckham & George William Peckham miêu tả năm 1894.